# Vollenhovia longiceps
Vollenhovia longiceps é uma espécie de formiga do gênero Vollenhovia, pertencente à subfamília Myrmicinae.